# Període postcassita

Babilònia als primers segles del mil·lenni I aC

El període postcassita és una fase de la història de Babilònia, que va aproximadament des del 1155 fins al 728 aC.
Poc conegut i, per tant, mal definit, correspon a un període d'inestabilitat i debilitament del regne babilònic després de la caiguda de la llarga dinastia cassita de Babilònia (1595-1155 aC). Després es van succeir les dinasties poc duradores i poc poderoses, amb la notable excepció de la Segona dinastia d'Isin, (1155-1024 aC), i els primers segles del mil·lenni I aC. estan marcats per l'ascens de les confederacions caldees, els determinats dirigents de les quals aconsegueixen prendre el tron de Babilònia, i la creixent influència del regne assiri, que acaba conquerint Babilònia l'any 728 aC.
La documentació sobre aquest període és molt pobra; unes poques cròniques històriques proporcionen el marc de la història dels fets, acompanyades d'algunes inscripcions reials, però és habitual que els coneixements sobre sobirans d'aquesta època no van molt més enllà del seu nom i un o dos fets notables que van tenir lloc durant el seu regnat. Les tauletes administratives i econòmiques són escasses, que testimonien una situació de greu crisi institucional i econòmica que impedeix el normal funcionament de les institucions tradicionals de la societat i l'economia babilònica (palaus, temples, famílies de notables).
A nivell religiós, aquest període està marcat per importants avenços, en particular l'afirmació definitiva de la primacia del déu babilònic Marduk, amb la redacció del text mitològic que el glorifica, l'Enûma Eliš.

## Evolució política i econòmica

### La segona dinastia d'Isin (c. 1155-1024 aC)

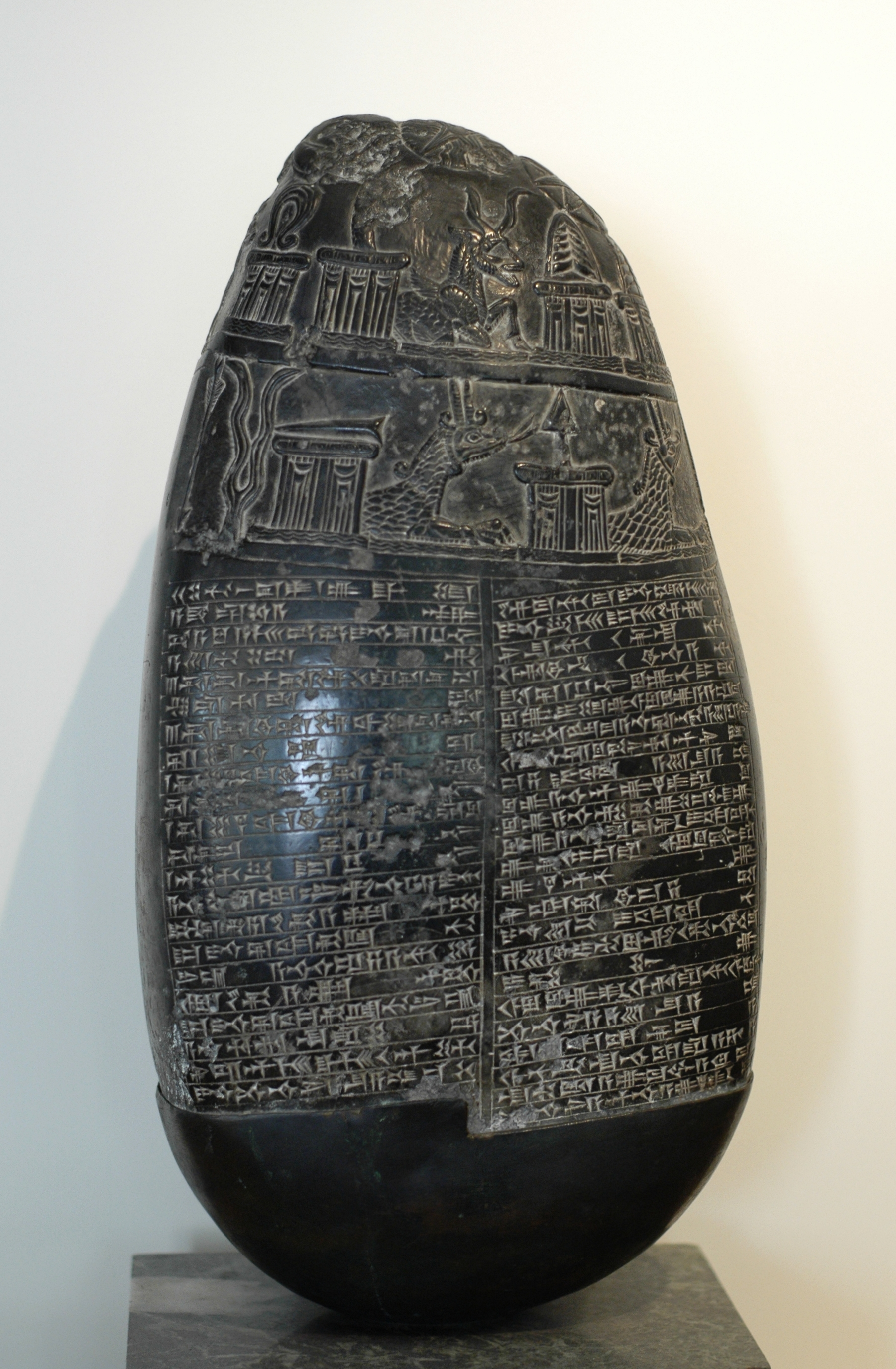
El «Còdol Michaux», kudurru de la Segona dinastia d'Isin commemorant l'atribució d'un dot per part d'un pare a la seva filla, Cabinet des médailles de la Biblioteca Nacional de França

Després de destronar els cassites, els elamites van continuar el seu impuls sota el regnat de Silkhak-Inxuixinak, que va progressar cap al nord fins a Arrapha, després d'apoderar-se de les províncies orientals d'Assíria.
Al sud de Babilònia sorgeix una nova dinastia, anomenada «Segona dinastia d'Isin», al voltant d'aquesta ciutat. Un dels seus reis, Nabucodonosor I (1126-1105), va entrar en guerra contra el següent rei elamita, Hutelutush-Inshushinak, a qui va derrotar després de dues ofensives, eliminant així l'amenaça al seu país. El seu net Marduk-nādin-aḫḫe va atacar Assíria, però el seu adversari Teglatfalassar I el va fer retrocedir i va envair Babilònia, on no va poder estabilitzar el seu poder.
A partir del regnat d'Adad-apla-iddina (1068-1047), que va prendre el poder a Babilònia potser arran d'una usurpació, Babilònia es va enfrontar a les incursions de tribus aramees, barrejades amb nòmades suteus, que es van anar instal·lant i després van acabar destruint diverses grans ciutats (Dur-Kurigalzu, Sippar, Nippur, Uruk). Segons la llista de reis de Babilònia, l'últim rei de la Segona Dinastia d'Isin, Nabu-Xum-Libur, va morir el 1024, començant un llarg període d'inestabilitat de poder a Babilònia a mesura que les incursions aramees es van fer més freqüents.
Les institucions monàrquiques d'aquest període reprenen les de la dinastia cassita. Els reis continuen fent donacions de terres a dignataris i temples, sempre registrades en kudurrus. D'aquesta època, aquestes esteles també commemoren actes privats, com la venda de terres o l'atribució d'un dot a una filla per part del seu pare, com el «Còdol Michaux», un dels primers documents babilònics que es va informar a Europa.

### El caos de finals dels seglesxiixaC
Les incursions dels arameus i suteus es tornen recurrents a mesura que el poder babilònic s'enfonsa. La llista reial babilònica esmenta diverses dinasties que succeeixen a la d'Isin II: una originària de la Terra del Mar (al sud de Babilònia) una altra originària de Bazi (ciutat situada al Tigris), una altra, aparentment, formada per un sol personatge d'origen elamita, Mar-biti-apla-usur, aleshores una «dinastia E» una mica més duradora que les anteriors però no més coneguda.
Això reflecteix una situació d'inestabilitat crònica que submergeix Babilònia en el caos, sense poder polític estable, marcada per la destrucció i la fam. Va ser aquest període el que, sens dubte, va inspirar al sacerdot Kabti-ili-Marduk, que vivia al segle ix o viii aC, a escriure el text de l' Epopèia d'Erra, que explica com Erra, el déu de la guerra destructiva, va aconseguir allunyar Marduk de Babilònia per engany, després sotmetre la regió a epidèmies i massacres, abans de ser calmat pel seu visir Ishum, i fins al retorn de Marduk va restablir l'ordre.
Per tant, Babilònia a finals del segle x aC era un país considerablement debilitat. Els suteus continuen atacant el nord, les tribus aramees s'estableixen al sud i a l'est, i un nou grup, els caldeus, s'instal·la al sud de Babilònia, en particular la regió dels pantans, però també al voltant de Babilònia. El portador del títol de rei de Babilònia té grans dificultats per fer respectar la seva autoritat fora d'aquesta ciutat i d'algunes altres ciutats situades a prop d'ella. Al mateix temps es produeix un fet decisiu a Assíria: Adadnirari II pren el poder, i repara la situació del seu país que també havia estat afeblit pels arameus, abans de llançar un atac a Babilònia, on regna llavors Xamaix-mudammiq, qui és vençut.

### El renaixement babilònic davant l'expansió assíria (c. 900-800 aC)

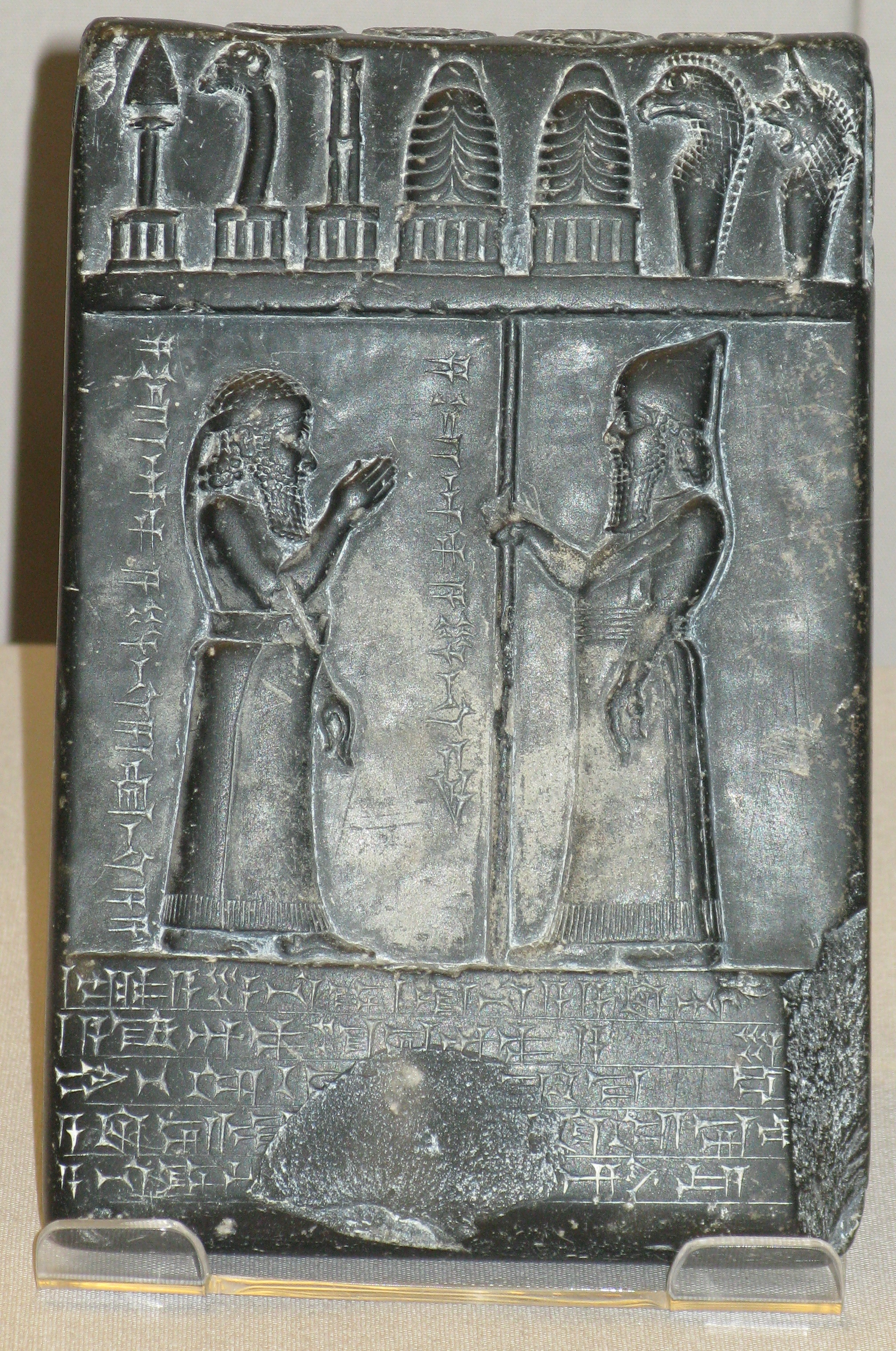
Tauleta de pedra que commemora una donació de terres del rei Nabu-apla-iddina

A principis del segle ix aC, Babilònia s'estabilitzà sota el lideratge de Nabu-shuma-ukin I (899-888), que va contraatacar contra Assíria. El seu successor Nabu-apla-iddina (888-855) va enfortir el poder babilònic, especialment contra les tribus dels suteus, i va prendre mesures per posar en ordre els temples i el culte. Però la dinàmica s'inverteix quan el següent rei, Marduk-zakir-shumi I (854-819 aC), s'enfronta a una crisi de successió, el seu germà intenta enderrocar-lo. Aleshores va apel·lar a l'assiri Salmanassar III perquè resolgués la situació. Aquest últim l'ajuda a vèncer els rebels, i fins i tot continua la seva ofensiva cap al sud, contra les tribus caldees. Mentre Assíria es trobava en una posició de força, la situació va canviar uns quants anys després quan l'assiri Xamxi-Adad V al seu torn va demanar a Marduk-zakir-xumi que sufoqués una revolta. El babilònic l'ajuda a guanyar la victòria i es converteix en el seu protector. Però tan aviat com Marduk-zakir-shumi va morir el 818, el rei assiri va atacar el nou rei de Babilònia Marduk-balassu-iqbi (818-813), i el va derrotar per primera vegada, abans de tornar a Babilònia el 813 per acabar amb el seu oponent. Un babilònic anomenat Baba-aha-iddina intenta liderar la resistència contra l'invasor, però ràpidament és derrotat.

### L'afirmació de les confederacions caldees (c. 800-750 aC)
Al mateix temps, Xamxi-Adad V lluita contra els caldeus i rep el seu tribut. Aquests últims apareixen aleshores com una potència en ascens a Babilònia, per la seva organització més centralitzada que les altres tribus, basades en confederacions tribals unides en cinc «cases» (bītu) governades per un personatge que porta el títol de «rei» i que domina un territori concret. Les més poderoses són Bīt Ammukāni (situada a l'est de Babilònia al voltant d'Uruk), Bīt Dakkūri (situada al nord al voltant de Borsippa) i Bīt Yakīn (situada a l'extrem sud de Babilònia al País de la Mar). Diversos reis d'aquestes cases van aconseguir pujar al tron de Babilònia al segle viii aC aprofitant la inestabilitat dinàstica en què es va sumir la regió després de l'any 811 aC. El primer va ser Eriba-Marduk (769-761 aC) de Bīt Yakīn, succeït per Nabu-shuma-ishkun (760-748 aC) de Bīt Dakkūri, que no van ser millors que els reis babilònics per estabilitzar el país.

### Assíria s'apodera de Babilònia (747-728 aC)
Quan va ser el babilònic Nabonassar qui va prendre el poder l'any 747 aC, va demanar a l'assiri Teglatfalassar III que l'ajudés a derrotar els caldeus i els arameus. Aquest últim accepta i deporta els oponents de Nabonassar al nord. Va aprofitar per establir un estricte control sobre Babilònia, que es va convertir en un protectorat d'Assíria. Però el fill de Nabonassar, Nabu-nadin-zeri, va ser enderrocat per un home anomenat Nabu-shuma-ukin II, que al seu torn va ser derrotat pel caldeu Nabu-mukin-zeri, de Bīt Ammukāni, tot a l'espai dos anys, des de 733 a 731 aC. Teglatfalassar III, que aleshores va perdre el control sobre Babilònia, va decidir intervenir al Sud i va enderrocar Nabu-mukin-zeri mentre saquejava Shapiya, la capital de Bīt Ammukāni. Aleshores va optar per ascendir ell mateix al tron de Babilònia, sota el nom de Pulû. A partir del 728 aC, Assíria és mestressa de Babilònia.

### Un inici de recuperació demogràfica i econòmica
Els arxius de Nippur que daten d'aquesta època ens mostren que les activitats econòmiques de la ciutat estan experimentant una recuperació, mentre que va quedar pràcticament abandonada durant la crisi del segle x aC. Les autoritats de la ciutat, en primer lloc el seu governador Kudurru, tenen una gran autonomia en comparació amb el rei de Babilònia de l'època, Nabonassar, tenen un domini igual que els temples, fan intercanvis de vegades fins als Zagros, i les tribus aramees i caldees veïnes venen a comerciar a la ciutat. Les donacions reials de terres i privilegis destinats a temples i sacerdots mostren que el culte dels grans centres religiosos es reprèn després d'haver estat soscavat durant els anys de crisi. Testimonis i enquestes de la regió d'Uruk donen una impressió idèntica de recuperació demogràfica i econòmica que es pot observar durant el període de dominació assiria, especialment a les regions on es troben les tribus caldees, que viuen majoritàriament en pobles agrícoles. Podem dibuixar, doncs, per a aquest període el quadre d'un país que va experimentar un augment progressiu de la població en zones urbanes i rurals, acompanyat, sens dubte, d'un creixement econòmic, iniciant un moviment que va continuar al llarg del mil·lenni I aC. No obstant això, aquesta periodització resta per establir amb més certesa, sobretot per les imprecisions de les prospeccions arqueològiques.

## Evolució religiosa

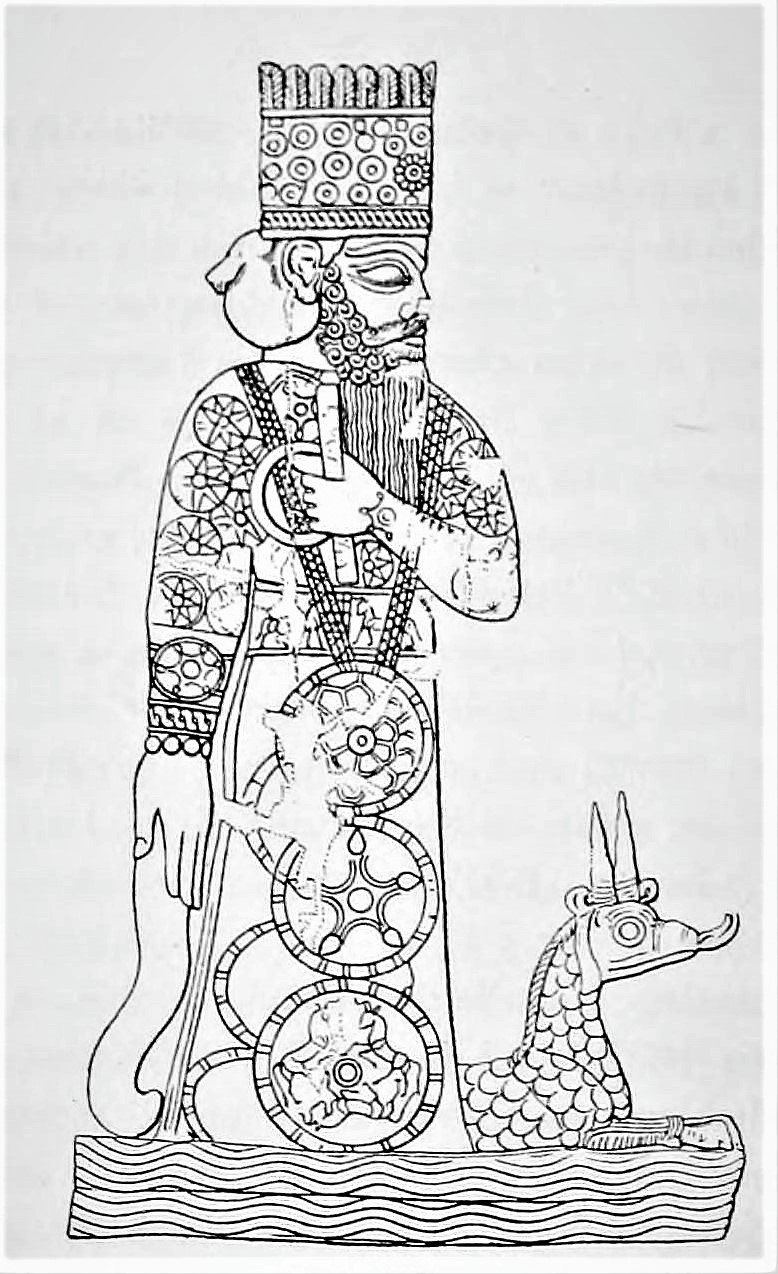
El déu Marduk i el seu drac-serp

El període de la Segona Dinastia d'Isin i els posteriors van veure la continuació dels desenvolupaments culturals iniciats sota els cassites. És possible que fos durant el regnat de Nabucodonosor I quan tingués lloc l'afirmació de la supremacia definitiva de Marduk al cim del panteó, en lloc d'Enlil. Gràcies a la seva victòria sobre Elam, aquest rei va poder recuperar l'estàtua del déu retirada abans del seu gran temple a Babilònia, l'Esagila, que podria haver estat l'ocasió d'aquest canvi teològic. El déu s'anomena cada cop més Bēl, «Senyor».
Si daten d'aquest moment la preeminència del déu, és també durant aquest període que el clergat d'aquest santuari, convertit en un dels principals llocs erudits de Babilònia, va escriure un text fonamental en l'afirmació de la preponderància de Marduk: l'Epopèia de la Creació (Enūma eliš). Relata les diferents etapes que van portar Marduk al rang de rei dels déus, després de derrotar a Tiamat, la mare dels déus que simbolitza el caos, i la construcció de Babilònia al centre del món pel mateix déu. Aquest text esdevé al mil·lenni I aC un dels pilars de la ideologia reial babilònica, i es recita cada any durant la festa de l'Any Nou (akītu) durant la qual el rei es veu renovant el seu mandat pel déu. Segons aquest relat, la supremacia política de Babilònia s'acompanya d'una supremacia religiosa. Això també es pot veure en un altre text datable d'aquest període, anomenat TINTIR = Babilu pel seu íncipit (els dos termes són sinònims que designen la ciutat), descripció de la ubicació dels santuaris de la ciutat, així com tots els llocs de caràcter religiós (portes i muralles amb nom de déus, vies fluvials divinitzades, vies processionals). Per tant, Babilònia es presenta com una veritable ciutat santa.
Altres obres literàries es poden datar a finals del mil·lenni II aC o principis del mil·lenni I aC, com la Teodicea babilònica, un text sapiencial que continua la reflexió sobre la relació entre els homes i els déus que es va desenvolupar durant el període cassita, o l'Epopèia d'Erra ja s'ha esmentat.